# Landgericht Orb

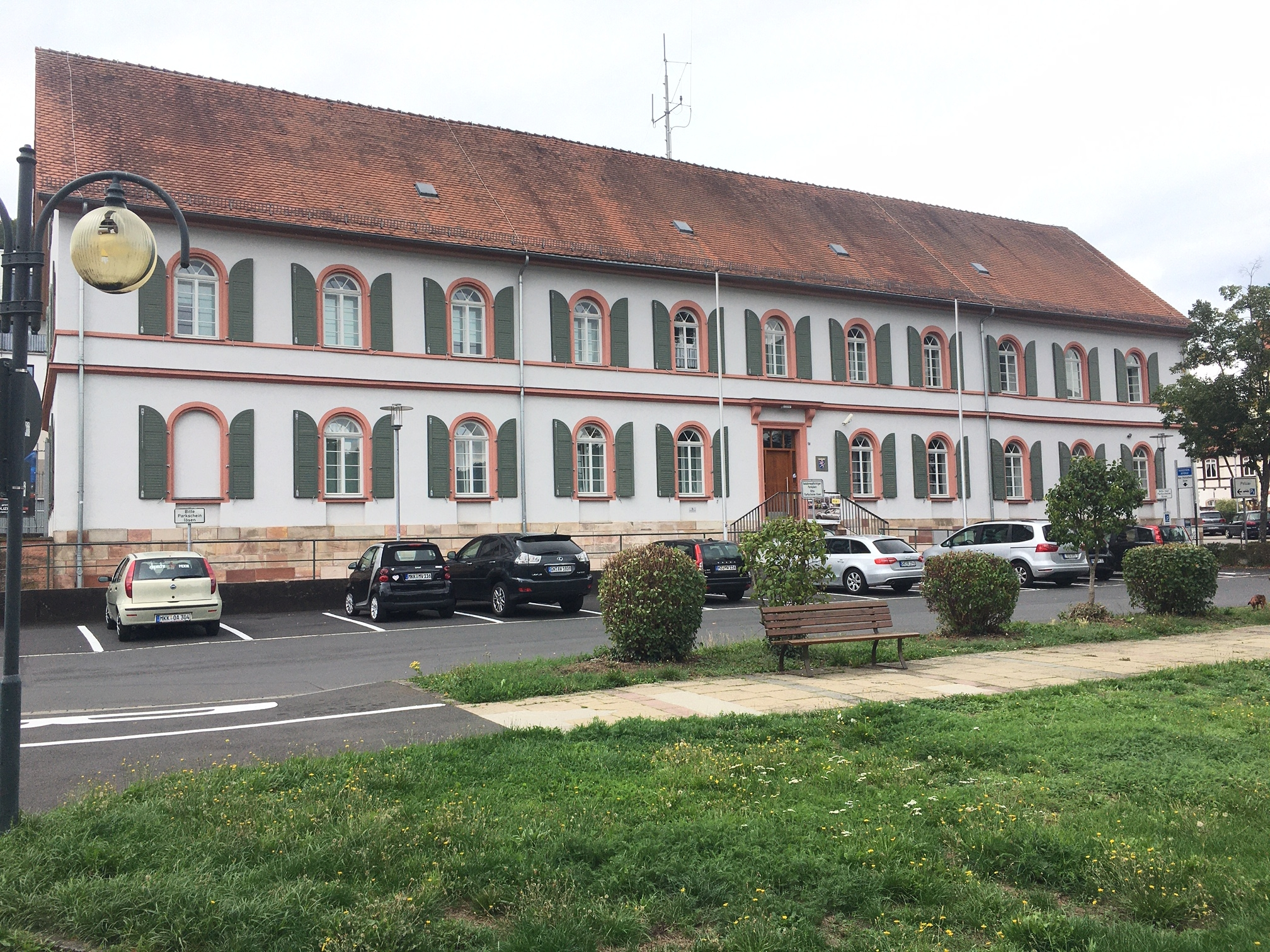
Ehemaliges Landgericht Orb

Das Landgericht Orb war ein von 1814 bis 1866 bestehendes bayerisches Landgericht älterer Ordnung (1802 bis 1862) mit Sitz in Orb (seit 1909: Bad Orb) im heutigen Main-Kinzig-Kreis in Hessen. Die Landgerichte waren im Königreich Bayern Gerichts- und Verwaltungsbehörden, die 1862 in administrativer Hinsicht (Verwaltungseinheit) von den Bezirksämtern und 1879 in juristischer Hinsicht (Rechtsprechungsorgan) von den Amtsgerichten abgelöst wurden.

## Geschichte
Am 1. Oktober 1814 wurde im Verlauf der Verwaltungsneugliederung Bayerns das Landgericht Orb errichtet. Dieses kam im Jahr 1817 zum neu gegründeten Untermainkreis, dem Vorläufer des späteren Regierungsbezirks Unterfranken. 1824 hieß es: Das Landgericht Orb begreifet in sich die Stadt Orb, die Weiler Friedrichsthal und Hausen, die Dörfer Wirtheim, Kassel, Höchst, Aufenau, Neudorf, Lettgenbrunn und Vilbach, die herrschaftlichen Güter Kinzighausen und Niederhof, den Hof Altenburg, endlich das Erbbestands-Gut zu Marborn in Kurhessen. 1829 wurden dem Landgericht Orb die Ortschaften Aura, Mittelsinn, Obersinn, Pfaffenhausen, Deutelsbach, Oberndorf, Burgjoß und Mernes aus dem aufgelösten Landgericht Aura zugeteilt. 1862 wurde aus den Landgerichten Orb und Gemünden das Bezirksamt Gemünden gebildet. Nach dem Deutschen Krieg 1866 trat das Königreich Bayern auf Grund des Friedensvertrages vom 22. August 1866 den vormaligen Landgerichtsbezirk Orb mit Ausnahme von Aura (einschließlich Deutelsbach) an das Königreich Preußen ab.

### Verwaltungseinheit

Gemeinden und Kreisgrenze des Kreises Gelnhausen von 1866–1946. Orange Grenzlinie: Amtsbezirk Orb (Gemeinden mit Sonderstatus) von 1866 bis 1886

Durch den Friedensvertrag kam der Bezirk als territoriale Einheit zu Preußen, er blieb aber zunächst noch für 20 Jahre bis zum Inkrafttreten der neuen Kreisordnung am 1. April 1886 ein besonderer Verwaltungsbezirk: „ähnlich wie die Amtsbezirke im vormaligen Herzogtum Nassau … als engere Verwaltungsbezirke bestehen“ … und „es wurde für denselben“ [je] „ein dem betreffenden Landrathe untergeordneter Bezirksbeamter bestellt … der den Titel Amtmann führen soll, und dessen Kompetenz durch besondere Instruktion festzustellen ist“. Es galten zunächst auch noch die bayerischen Kommunalverfassungsgesetze fort.

### Rechtsprechungsorgan
Daneben wurde auch das Gericht als Rechtsprechungsbehörde preußisch (Amtsgericht Orb). Nächstinstanzliches Gericht war das Kreisgericht in Hanau. Nach dem Inkrafttreten der Reichsjustizgesetze 1879 wurde das Landgericht Hanau das nächstinstanzliche Gericht. 1909 erfolgte die Umbenennung in Amtsgericht Bad Orb. Am 15. Juni 1943 wurde das Gericht aufgehoben und sein Gerichtssprengel dem Amtsgericht Gelnhausen zugeordnet. Seit Herbst 1945 war das Amtsgericht Bad Orb wieder ein selbstständiges Amtsgericht. Zum 1. Juli 1968 wurde es endgültig aufgehoben.